# Трепиле (Бари)
Трепиле (итал. Trepile) је насеље у Италији у округу Бари, региону Апулија.
Према процени из 2011. у насељу је живело 8 становника. Насеље се налази на надморској висини од 110 м.